# John Donahoe
John Donahoe, né le 30 avril 1960, est un homme d'affaires américain. Il a été président-directeur général de eBay du 31 mars 2008 à juillet 2015. Depuis février 2017 il est le président-directeur général de ServiceNow, une entreprise de cloud computing basée à Santa Clara, en Californie. Il devient le Président directeur général de Nike le 13 Janvier 2020.

## Enfance et éducation
John Donahoe est né à Evanston,Illinois le 30 avril 1960. Son père était comptable chez Price Waterhouse. En 1978, il est diplômé de la New Trier High School de Winnetkadans dans l’Illinois[9]. Il a obtenu un baccalauréat en économie au Dartmouth College, College,suivi d’un MBA de la Stanford business school. . Donahoe est d’origine irlandaise. 

## Carrière
John Donahoe a commencé sa carrière en passant plus de 20 années chez Bain & Company, une firme de consultants basée à Boston. Il y fut Directeur des opérations internationales de janvier 2000 à février 2005.
John Donahoe fut ensuite employé chez eBay en février 2005 en tant que président de la division Marketplaces. Il pilota le rachat de shopping.com et StubHub.
John Donahoe siège au conseil d'administration du Dartmouth College.